# Podocarpus palawanensis
Podocarpus palawanensis är en barrträdart som beskrevs av De Laub. och John Silba. Podocarpus palawanensis ingår i släktet Podocarpus och familjen Podocarpaceae. IUCN kategoriserar arten globalt som akut hotad. Inga underarter finns listade i Catalogue of Life.